# リクヴィール
リクヴィール （Riquewihr、ドイツ語:Reichenweier）は、フランス、グラン・テスト地域圏、オー＝ラン県の小さなコミューン。フランスの最も美しい村に登録されている。リクビール、リクビルとも表記する。
城壁に囲まれ、村の目抜き通りを端から端まで歩いても20分程度という小さな規模だが、16世紀以来という歴史的な建築物から人気の観光地となっている。リースリングなど有名なワインも生産されている。コルマールから7マイルほどしか離れておらず、リボーヴィレ、エギスハイム、ケゼルスベールといった有名なアルザスのコミューンにもほど近い。なお、合掌造りの白川郷で有名な岐阜県大野郡白川村と提携関係を結んでいる。

## 歴史

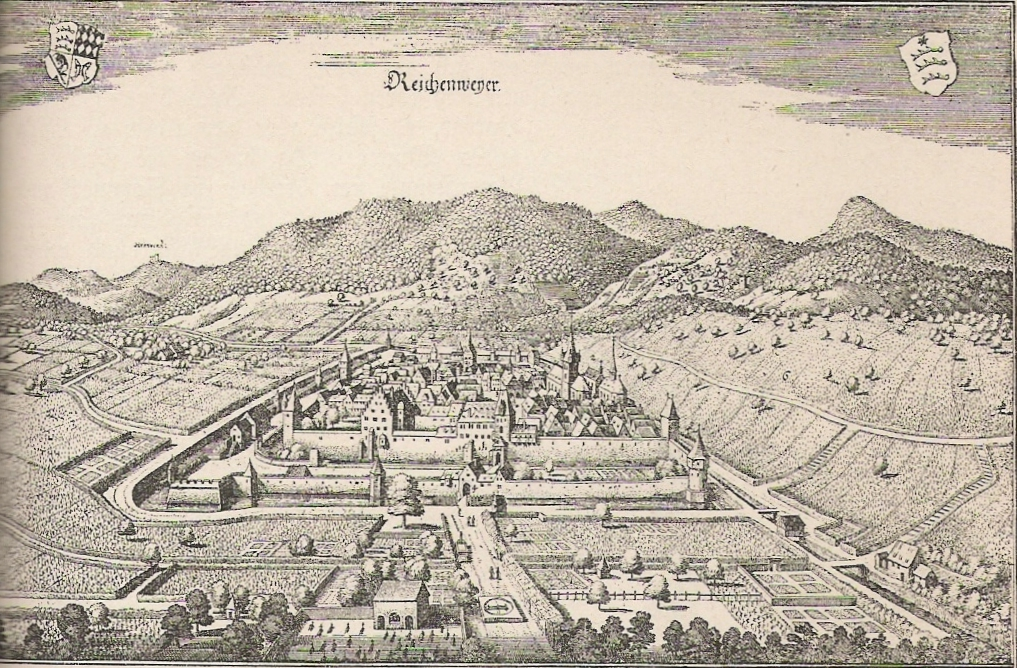
中世のリクヴィール/ライヒェンヴァイアー

11世紀には、サント＝クロワ＝アン＝プレーヌ修道院（fr）がリクヴィールのブドウ畑を所有していた。1269年、神聖ローマ皇帝ルドルフ1世が城を建設。1291年、城とその防衛施設はホルブルク公へ授与された。14世紀にホルブルク家が絶えると、ヴュルテンベルク公ウルリヒ10世が継承した。16世紀に住民の多くがプロテスタントへと改宗した。1796年、フランス革命軍との争いがきっかけでヴュルテンベルク家はリクヴィールを含むアルザスの所領を放棄。フランスへ併合された。第二次世界大戦中、この一帯で戦禍を免れた数少ないコミューンであった。

## 見どころ
村は中世の城壁に囲まれている。中世からある城は現在博物館となっている。